# Flore de Malte

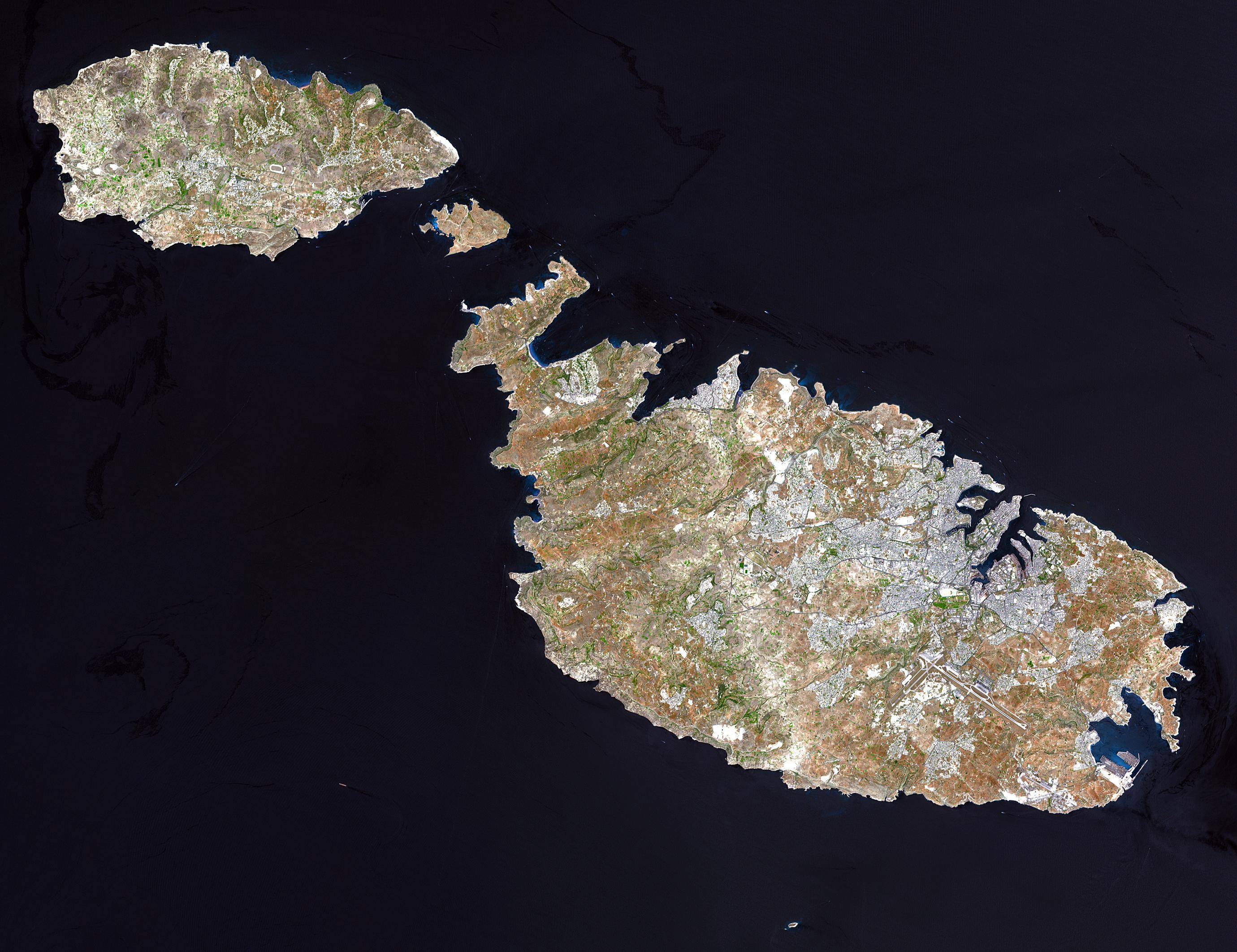
Image satellitaire de l'archipel maltais (Gozo, Comino, Malte).

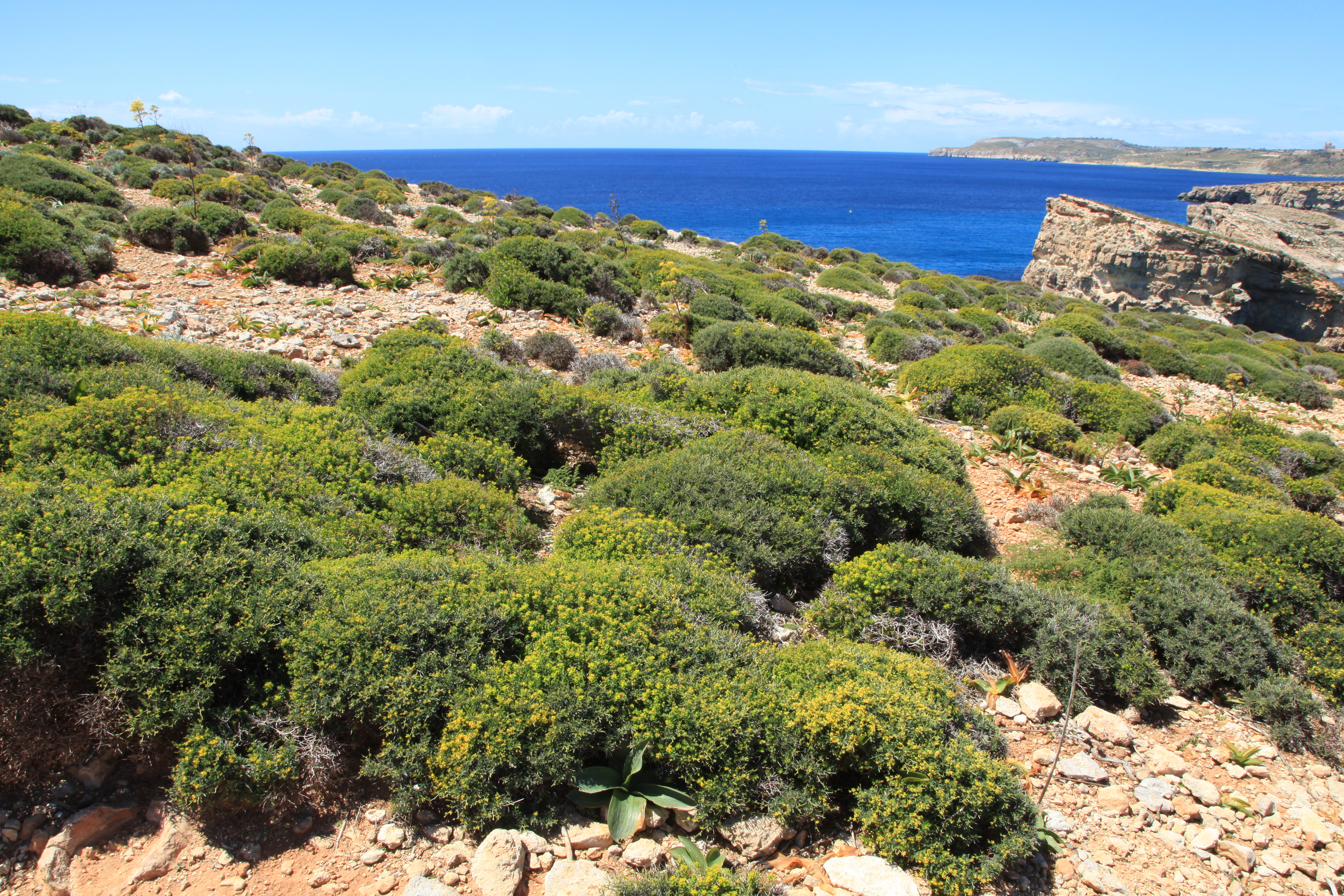
Peuplement dEuphorbia melitensis au port en coussin à Comino.

La flore de Malte, qui présente un caractère typiquement méditerranéen, comprend environ 1 100 espèces de plantes supérieures. Compte tenu de la faible superficie des îles de l'archipel maltais, de la faible diversité des habitats et de l'énorme influence humaine sur le milieu naturel, cela représente une biodiversité remarquable, même si une grande partie des espèces sont considérées comme non-indigènes. C'est une flore particulièrement proche de celle de la Sicile, distante d'environ une centaine de kilomètres, mais également influencée par la flore de l'Afrique du Nord.  
Aucune zone de l'archipel n'est restée à l'abri des influences humaines ; sa transformation a commencé dès le Néolithique avec l'utilisation du bois. Aujourd'hui, les îles, presque dépourvues de forêts, ont des formes de végétation caractéristiques telles que la steppe, le maquis ou la garrigue, particulièrement commune.
Les recherches sur la flore maltaise ont commencé au XVIIe siècle, mais ce n'est qu'au XXe siècle qu'un travail floristique continu a commencé à émerger. Le niveau extraordinairement élevé de l'influence humaine, fortement accru par le développement du tourisme, soulève de plus en plus de questions sur les solutions possibles aux conflits qui surgissent entre l'homme et la nature.

## Espace naturel

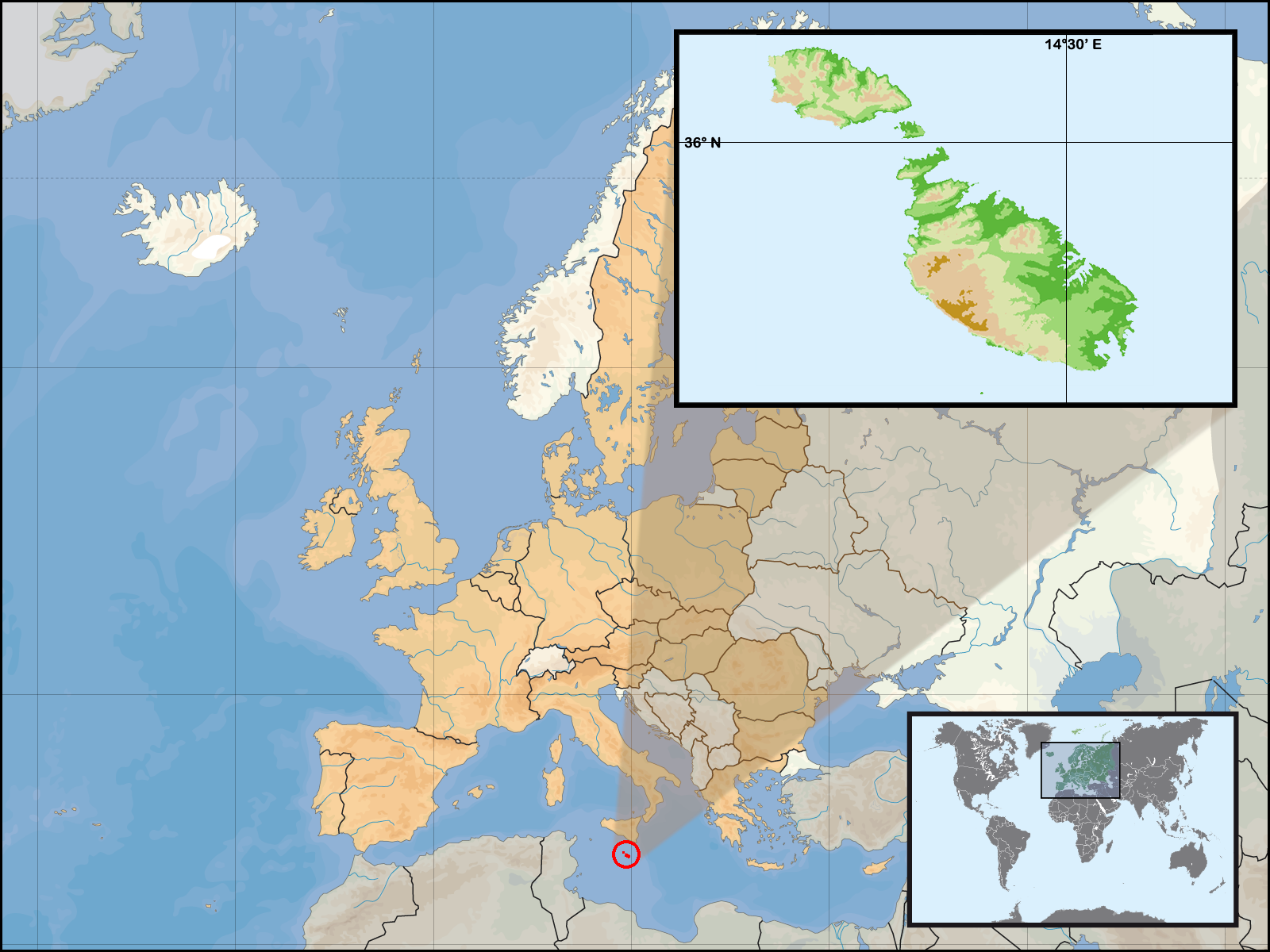
Situation et topographie des îles maltaises.

### Situation géographique
L'archipel maltais se situe au milieu de l'axe est-ouest de la Méditerranée, à environ 100 kilomètres au sud de la Sicile, à 350 kilomètres au nord de Tripoli et à un peu moins de 300 kilomètres à l'est de Tunis. Il s'étend sur une longueur de 45 kilomètres du nord-ouest au sud-est.
L'archipel comprend trois îles habitées, à savoir Malte (environ 246 km2), Gozo (environ 67 km2) et Comino (environ 3 km2), ainsi que les îlots inhabités Cominotto, Filfla avec Filfoletta, les îles de Saint-Paul et Fungus Rock d'une superficie totale de moins d'1 km2. Les points les plus élevés des trois îles principales sont des falaises d'une hauteur de 253 (Malte), 135 (Gozo) et 75 (Comino) mètres. Le profil du terrain est relativement régulier, il n'y a pas de montagnes ou de vallées profondes. Il y a quelques petites sources, mais il manque de plus grandes étendues d'eau naturelles telles que des lacs ou des rivières. En raison de la petite taille des îles, aucun point à l'intérieur des terres n'est à plus de 6,5 kilomètres de la côte, c'est pourquoi une certaine tolérance au sel est une propriété nécessaire de toutes les espèces végétales des îles,.

### Géologie
Les îles forment le « plateau de Malte », qui appartient à la plaque continentale africaine et, comme la Sicile voisine, appartient géologiquement à l'Afrique. De la fin du Tertiaire à il y a environ 12 000 ans, il y a toujours eu un pont terrestre entre le sud de la Sicile et l'Afrique du Nord, divisant la première Méditerranée en deux bassins et encore aujourd'hui la dorsale de la mer est préservée sous l'eau. Pendant les périodes glaciaires, le niveau des eaux de la Méditerranée montait et descendait, inondant à plusieurs reprises ce pont terrestre. En période de bas niveaux d'eau, cela permettait aux espèces végétales d'Afrique du Nord de migrer vers Malte.
Sur les couches rocheuses les plus anciennes ont suivi des dépôts du Miocène de calcaires à foraminifères (Globigerinaceae) et d'argile bleue et de calcaires coralliens. Sur le plan géologique, les îles sont donc assez jeunes. Par endroits, il y a aussi des dépôts du Pléistocène (anciennes formations de sol, graviers de rivières, conglomérats, brèches, dunes côtières et remplissages de cavités et crevasses).
En raison des sols calcaires, presque toutes les plantes de la flore maltaise sont calcicoles ou au moins tolèrent le calcaire.

### Sols et géomorphologie
En raison de leur origine géologique, la plupart des sols maltais sont légers, alcalins, avec un pH généralement supérieur à 8,0. Trois types de sols essentiels peuvent être distingués : outre les sols grossiers relativement jeunes, carbonatés, présents principalement dans le sud-ouest de Malte et le centre de Gozo, avec une teneur en carbonate de calcium allant jusqu'à 90 % et une très faible proportion d'humus de 1 à 1,5 %, on peut trouver, dans le centre de Malte ainsi que dans  le centre et l'ouest de Gozo, des sols  plus anciens de type xérorendzine (rendzine caractérisée par une sécheresse semi-aride), avec une teneur en carbonate de calcium comprise entre 55 et 80 % et une teneur moyenne en humus de 2 à 3 %. Les sols les plus anciens sont cependant les terra rossa et terra fusca fossilisés ainsi que leurs formes intermédiaires, avec des teneurs en humus de l'ordre de 4,5 % et des teneurs en carbonate de calcium de seulement 2 à 15 %. Ces sols se trouvent près des côtes de Gozo et dans le nord, le sud et le sud-est de Malte.

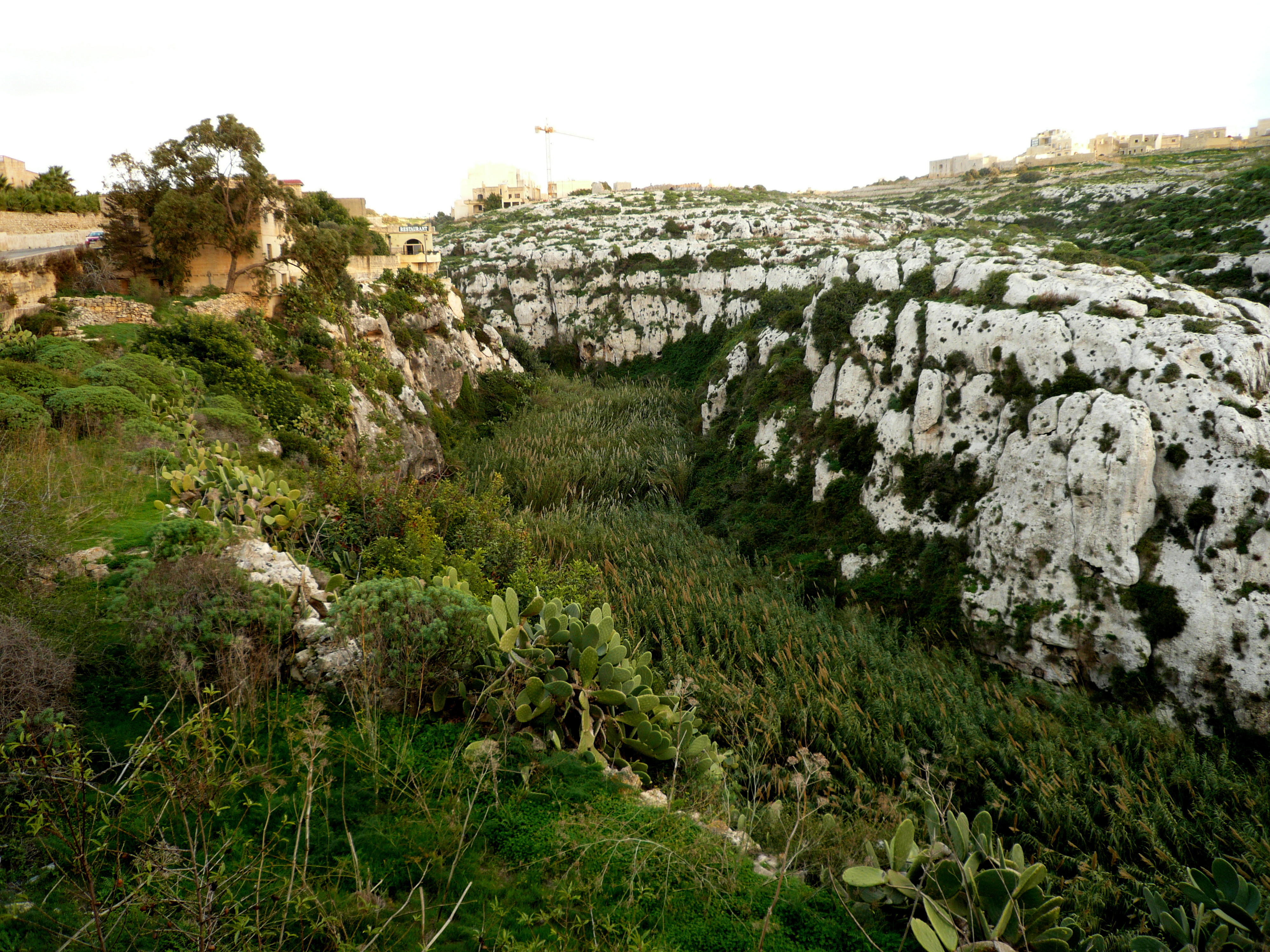
Wied à Xlendi (Gozo) en hiver.

Les éléments topographiques caractéristiques des îles sont les  rdum et wied. Les premiers sont des parois rocheuses approximativement verticales, soumises à une érosion continue, au pied desquelles s'accumulent les débris de l'érosion. 
En raison de leur inaccessibilité et des zones escarpées formées par les parois rocheuses et les éboulis, les rdum représentent des refuges importants, notamment pour les espèces endémiques de la flore et de la faune. 
Les widien (pluriel de wied, dont le sens est proche de celui du terme arabe ouadi) sont des cours d'eau dont le lit est profondément creusé, pour la plupart envahis par la végétation, et qui sont en eau en automne et en hiver. Ils ont été créés sous des conditions climatiques plus humides telles que celles qui régnaient au Pléistocène, découpés à la surface des îles par des cours d'eau ou créés par des événements tectoniques. Quelques widien ont leurs propres sources et ont donc de l'eau toute l'année. Par conséquent, ces widien sont parmi les endroits les plus riches en biodiversité des îles maltaises.
Une autre caractéristique importante de l'île, qui la distingue de nombreuses autres îles presque toujours extrêmement sèches de la Méditerranée centrale, est la présence de nombreuses sources d'eau douce alimentées par des aquifères collectant les eaux de pluie dans le calcaire scellé par une couche d'argile imperméable. Sans ces sources, un peuplement humain dense des îles n'aurait pas été possible jusqu'à nos jours.

### Climat
Les îles maltaises ont un climat typiquement méditerranéen : les étés sont chauds et secs, les hivers frais et humides.  Les précipitations annuelles moyennes sont de l'ordre de 550 millimètres, mais sont très variables au cours des années, certaines années étant très humides et d'autres excessivement sèches. Les plus grosses précipitations ne se produisent que dans la période allant d'octobre à mars, tandis que de mai à début septembre, les quantités de précipitations sont si faibles que la croissance des plantes est pratiquement arrêtée pendant cette période. Les pluies de longue durée sont également rares.
L'humidité relative est assez élevée, de 65 à 80 %.
La température - caractéristique typique d'une île - est assez constante tout au long de l'année. Le nombre d'heures d'ensoleillement est élevé, même en hiver. Il y a beaucoup de vent sur les îles et le calme est rare. Des épisodes de gel et de neige sont documentés de manière très sporadique, ce sont non seulement des phénomènes extrêmement rares, mais ils ne surviennent que très brièvement.
Les conditions climatiques, avec une longue phase sèche en été, obligent les plantes vivaces non succulentes à passer l'été en sommeil physiologique, comme les géophytes grâce à leurs organes de réserve souterrains.
| Mois                                | jan. | fév. | mars | avril | mai  | juin | jui. | août | sep. | oct. | nov. | déc.  | année |
| ----------------------------------- | ---- | ---- | ---- | ----- | ---- | ---- | ---- | ---- | ---- | ---- | ---- | ----- | ----- |
| Température minimale moyenne (°C)   | 9,2  | 9,3  | 10,1 | 11,9  | 14,9 | 18,4 | 21   | 21   | 20,1 | 17,1 | 13,9 | 11    | 14,9  |
| Température moyenne (°C)            | 12,3 | 12,5 | 13,7 | 15,7  | 18,8 | 22,7 | 25,5 | 26,1 | 24,4 | 21,4 | 17,7 | 14,1  | 18,8  |
| Température maximale moyenne (°C)   | 15,2 | 15,5 | 16,7 | 19,1  | 23,3 | 27,5 | 30,7 | 30,7 | 28   | 24,2 | 20,1 | 16,7  | 22,3  |
| Ensoleillement (h)                  | 5,3  | 6,3  | 7,3  | 8,3   | 10   | 11,2 | 12,1 | 11,3 | 8,9  | 7,3  | 6,3  | 5,2   | 8,3   |
| Précipitations (mm)                 | 89   | 61,3 | 40,9 | 22,5  | 6,6  | 3,2  | 0,4  | 7    | 40,4 | 89,7 | 80   | 112,3 | 553,3 |
| Nombre de jours avec précipitations | 13,7 | 10,9 | 8,9  | 6,4   | 2,8  | 1,1  | 0,4  | 1    | 3,9  | 10,2 | 10,6 | 14,2  | 84,1  |

## Histoire de la flore
On sait peu de choses sur la flore de l'archipel maltais au Pléistocène ; des découvertes non précisées existent de lauriers-sauce et pins d'Alep.
De la flore du début de l'Holocène :  arbres de Judée, aubépines, frênes et représentants du genre Phillyrea et peut-être les Oliviers.
Les restes polliniques de la période interglaciaire retracent une flore qui ressemblait à celle des régions montagnardes de Sicile, dominée par des graminées, noisetiers, pins, aulnes, charmes-houblons, fougères et cypéracées.
Dans la même période, la végétation des zones humides plus grandes peut être détectée grâce au pollen de myriophylles, renoncules, bidents et sphaignes.

## Biodiversité
| île      | Superficie (km²) | Altitude (m) | Nombre d'espèce (indigènes) |
| -------- | ---------------- | ------------ | --------------------------- |
| Malte    | 316              | 253          | ≈800                        |
| Baléares | 5014             | 1445         | ≈1500                       |
| Crète    | 8259             | 2456         | 1635                        |
| Corse    | 8680             | 2710         | 2465                        |
| Sicile   | 25707            | 3350         | 2707                        |

La flore des îles maltaises comprend environ 1 100 espèces (d'après les bases de données Med-Checklist et Euro+Med Plantbase,  et la Flora of the Maltese Islands). Compte tenu de la faible superficie de l'archipel, du manque de diversité des habitats et de l'énorme pression démographique, il s'agit d'une richesse en espèces végétales remarquable pour une île méditerranéenne (voir tableau comparatif). Sur ces 1 100 espèces environ 950 (800 selon d'autres enquêtes) sont indigènes ou naturalisées de longue date (archéophytes), tandis qu'environ 75 espèces sont clairement introduites (néophytes) et à peu près autant apparaissent plus ou moins indéterminées. Avec 10 à 20 % d'espèces introduites, la flore maltaise compte une proportion relativement importante de flore non indigène. Environ 350 espèces sont considérées comme éteintes, menacées ou rares.
Dans l'état actuel des connaissances environ 20 taxons dont 17 espèces (dont le statut taxinomique n'est pas certain dans tous les cas) sont endémiques de l'archipel maltais. L'épithète spécifique, « melitensis, -e », du nom latin de Malte (Melite), fait souvent référence à ces espèces endémiques. Certaines de ces espèces sont dites paléo-endémiques, reliques d'une flore méditerranéenne préglaciaire qui a migré pendant la crise de salinité messinienne.

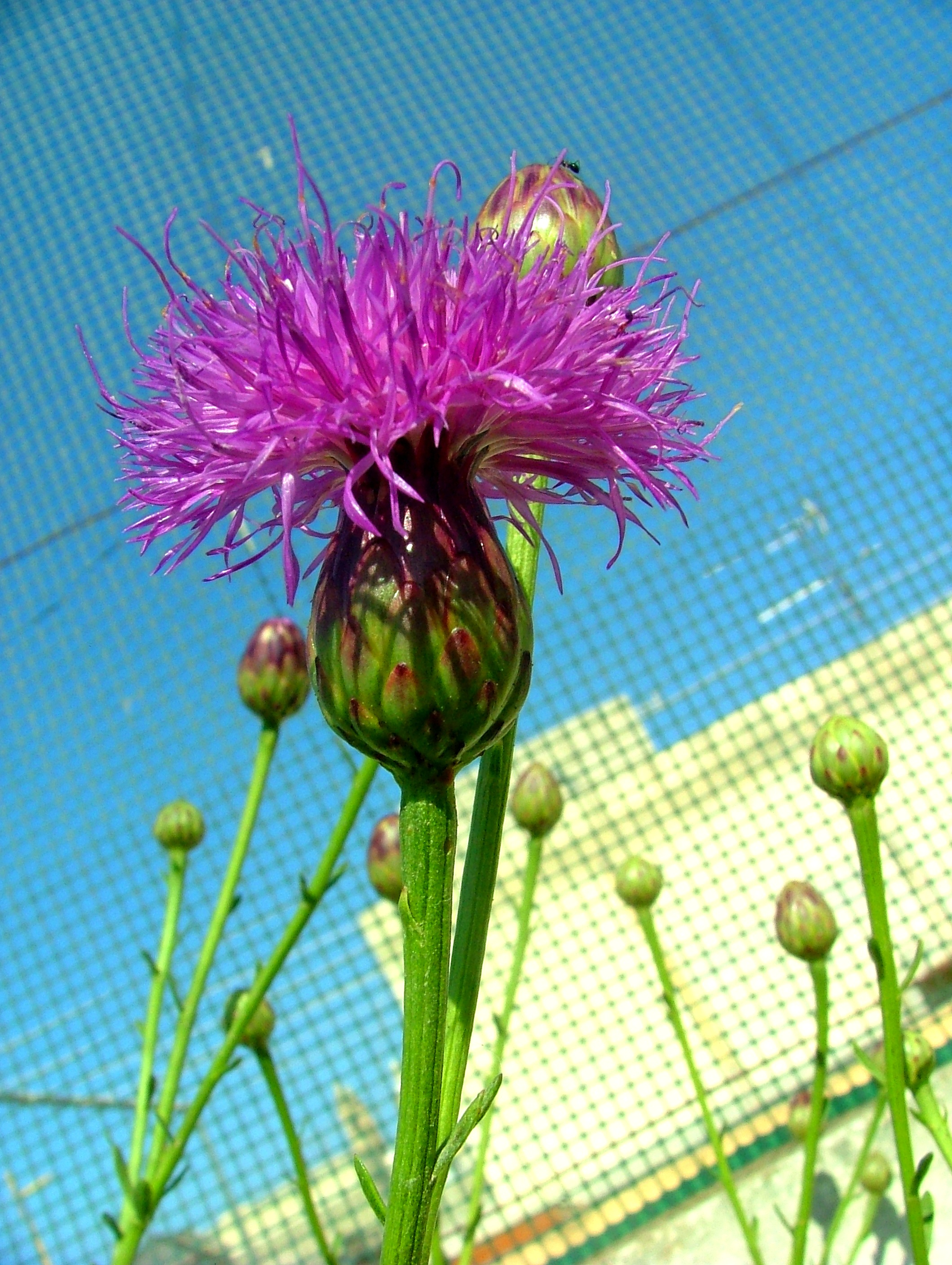
Cheirolophus crassifolius, la Centaurée de Malte, plante nationale du pays depuis 1971.

| - Amaranthaceae : - Atriplex lanfrancoi - Salsola melitensis - Amaryllidaceae - Allioideae : - Allium lojaconoi - Allium melitense - Asteraceae : - Anthemis urvilleana - Cheirolophus crassifolius, plante nationale de Malte - Helichrysum melitense - Hyoseris frutescens - Jasonia bocconei - Brassicaceae : - Matthiola incana subsp. rupestris - Chenopodiaceae : - Cremnophyton lanfrancoi - Darniella melitensis | - Euphorbiaceae : - Euphorbia melitensis - Fabaceae : - Anthyllis hermanniae subsp. melitensis - Iridaceae : - Romulea melitensis - Orchidaceae : - Anacamptis pyramidalis var. urvilleana - Ophrys melitensis - Plumbaginaceae : - Limonium melitense - Limonium zeraphae - Potamogetonaceae : - Zannichellia melitensis |

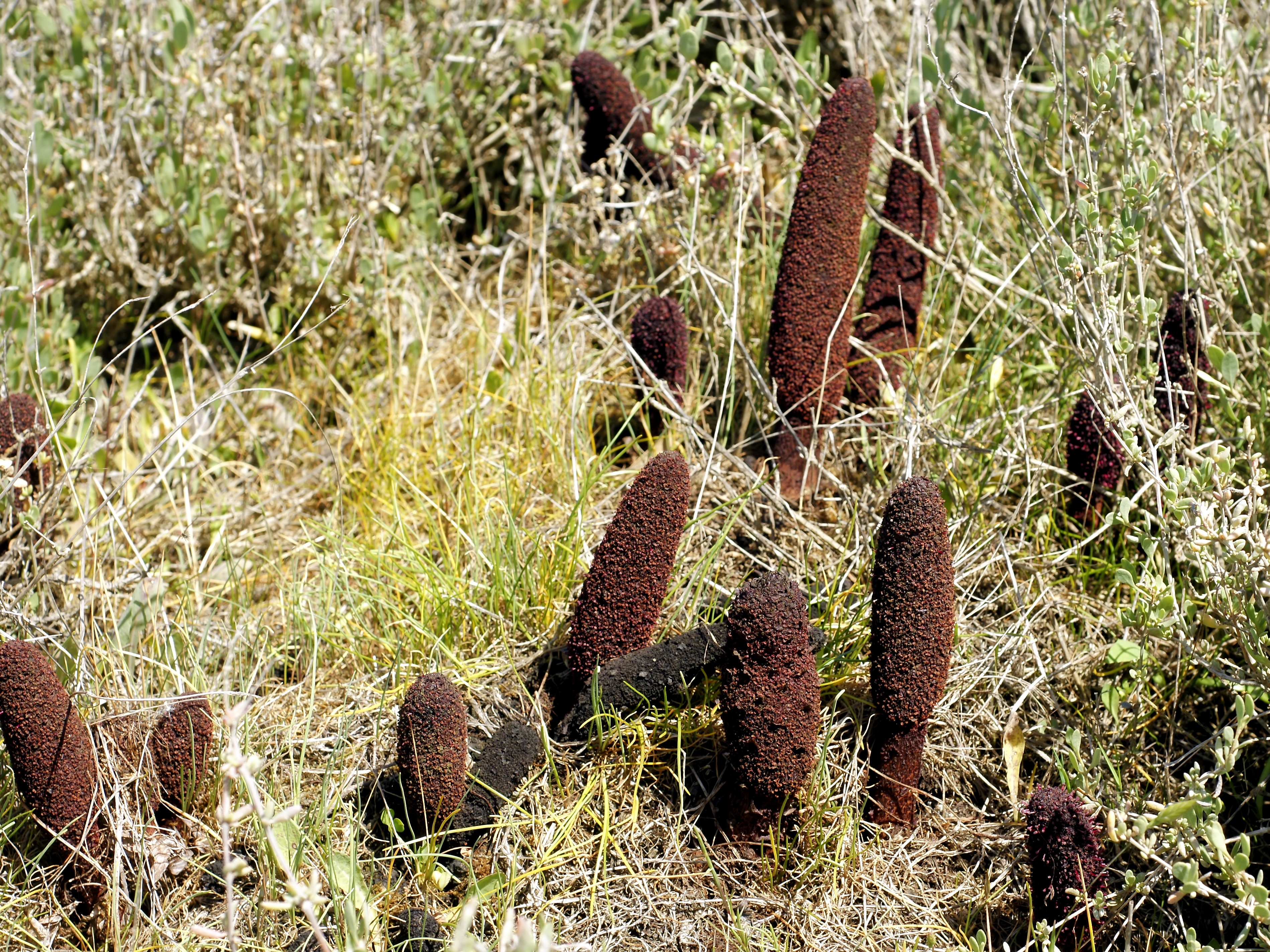
Cynomorium coccineum (l'éponge de Malte, ici une population en Sardaigne).

Cela signifie que seulement un peu plus de 1 % des espèces de plantes à fleurs maltaises sont endémiques. C'est une valeur extrêmement faible par rapport aux autres grandes îles méditerranéennes comme la Sardaigne, la Corse, la Sicile, la Crète ou les Baléares, dont le degré d'endémisme est quatre à dix fois plus élevé. La raison en est que Malte a une superficie beaucoup plus petite, seulement de très faibles différences de relief et donc une plus faible diversité d'emplacements. D'autres explications sont que l'archipel, âgé de 12 000 ans, n'a été isolé du continent que pendant une période relativement courte et a été considérablement modifié par l'influence humaine.
Quel que soit son nom, la plante maltaise la plus connue n'est pas endémique. Il s'agit de l'« éponge de Malte » (Cynomorium coccineum), qui ne pousse à Malte que sur le Fungus Rock situé au large de Gozo, mais se rencontre aussi dans le reste de la Méditerranée, en Macaronésie et dans les déserts de sel d'Asie centrale.
La flore cryptogame a jusqu'à présent été considérée comme la plupart du temps insuffisamment étudiée. Parmi les plus de 120 espèces de mousses connues des îles, se trouve également l'hépatique, Riccia melitensis, qui n'est connue qu'à Malte. Par ailleurs, environ 150 espèces d'algues, autant de macrochampignons et environ 300 lichens ont été identifiés. Malgré le manque de forêts, un peu plus de 70 espèces de myxomycètes sont indigènes,.

## Relations avec les flores régionales
La flore maltaise est une flore typiquement méditerranéenne, la plupart de ses plantes se retrouvent également dans d'autres régions du bassin méditerranéen. En raison de leurs relations géobotaniques étroites, sa composition est très similaire à celle de la flore de la Sicile, et la relation avec la péninsule de Raguse au nord de Malte est particulièrement frappante. La flore maltaise se distingue de la flore sicilienne par une plus forte proportion d'espèces végétales nord-africaines.

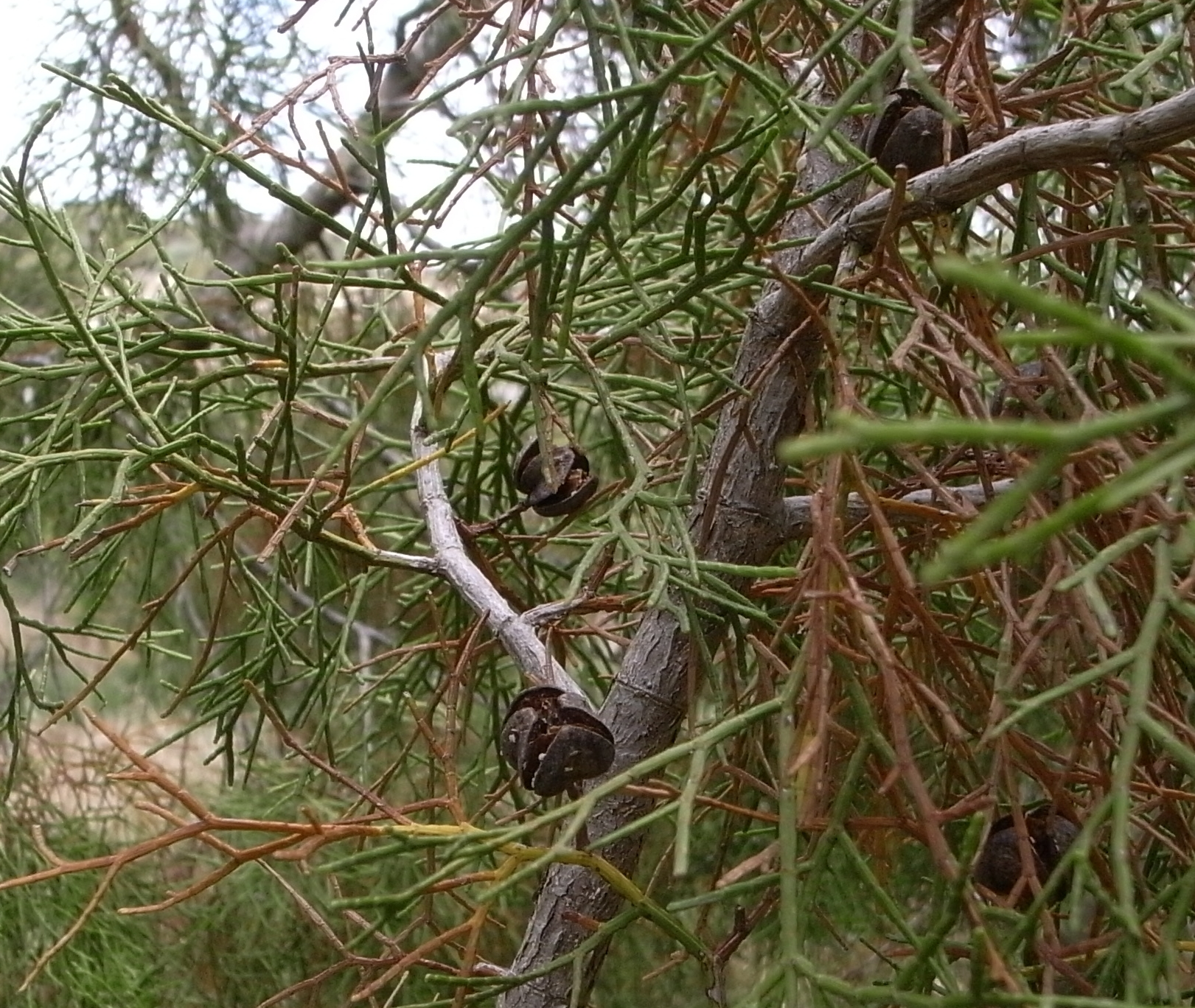
Feuillage et cônes du cyprès de l'Atlas (Tetraclinis reticulata) (jardins du Bosquet).

Les îles maltaises abritent certaines espèces semi-endémiques (c'est-à-dire des espèces qui ne se trouvent pas seulement dans l'archipel maltais, mais seulement un peu au-delà), qui illustrent clairement les relations de parenté étroites. Par exemple, le groupe des endémiques siculo-maltaises que l'on peut trouver en Sicile et occasionnellement en Calabre ainsi qu'à Malte (ex. Desmazeria pignattii, Oncostema sicula et le faux crocus, Romulea melitensis, qui jusqu'à récemment était considéré comme endémique de Malte), mais aussi les endémiques pélago-maltaises, que Malte partage avec les îles Pélages voisines (par exemple Linaria pseudolaxiflora, Elatine gussonei et Daucus lopadusanus). Les connexions avec l'Afrique du Nord, d'autre part, concernent les populations - très menacées - de cyprès de l'Atlas (Tetraclinis articulata), qui se trouvent par ailleurs presque exclusivement au Maghreb, ainsi que Periploca angustifolia. Les espèces endémiques, Darniella melitensis et Jasonia bocconei, ont aussi leurs plus proches parents en Afrique du Nord. Il convient également de mentionner l'espèce de scilles, Urginea pancration, que l'on trouve principalement dans le sud de l'Italie, en Sicile, à Malte et dans la région de la Grande Syrte, ainsi que dans les îles Baléares,,.
Une grande partie de la flore maltaise se reflète dans la flore d'autres régions méditerranéennes. Environ 95 % de la flore maltaise se trouve également en Sicile, 90 % sur les côtes espagnoles, entre 80 et 90 % sur les côtes du sud de la France, de l'ouest de l'Italie et de la Sardaigne, de la Corse et des Baléares, près de 80 % dans le sud-est de la Grèce et 70 % même en Crète. Le caractère pan-méditerranéen de la flore maltaise a été et est vraisemblablement renforcé par des influences humaines telles que le commerce.

## Végétation
Les formations végétales des îles maltaises peuvent être groupées en trois catégories : les écosystèmes principaux, qui font partie de la séquence de succession vers le climax climatique, des écosystèmes secondaires spécialisés occupant des habitats particuliers, et les formations propres aux habitats perturbés, liés à des activités anthropiques.

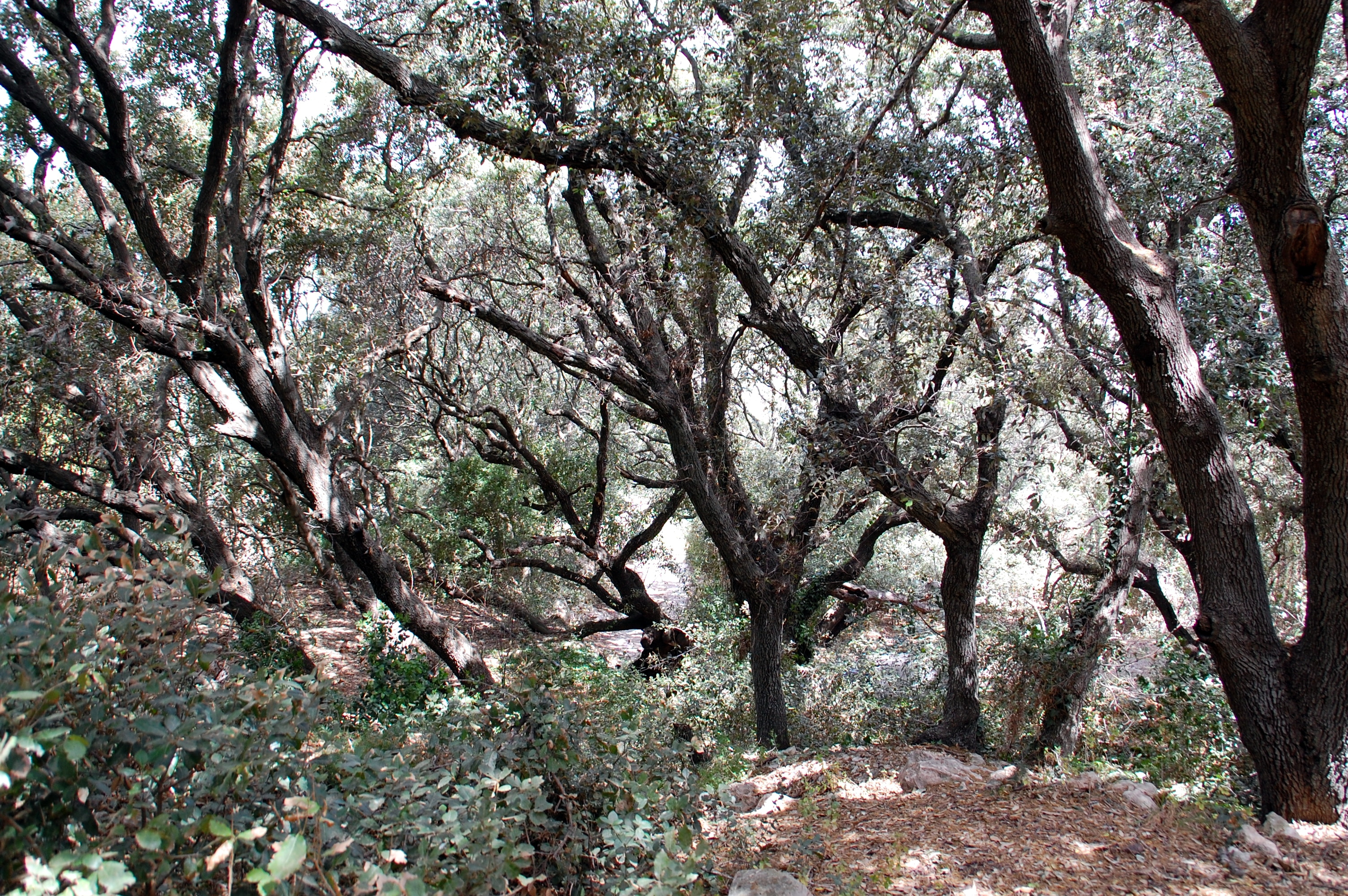
Fragment vieux de 600 à 900 ans d'une forêt de chênes verts,.

### Écosystèmes principaux

#### Zones boisées

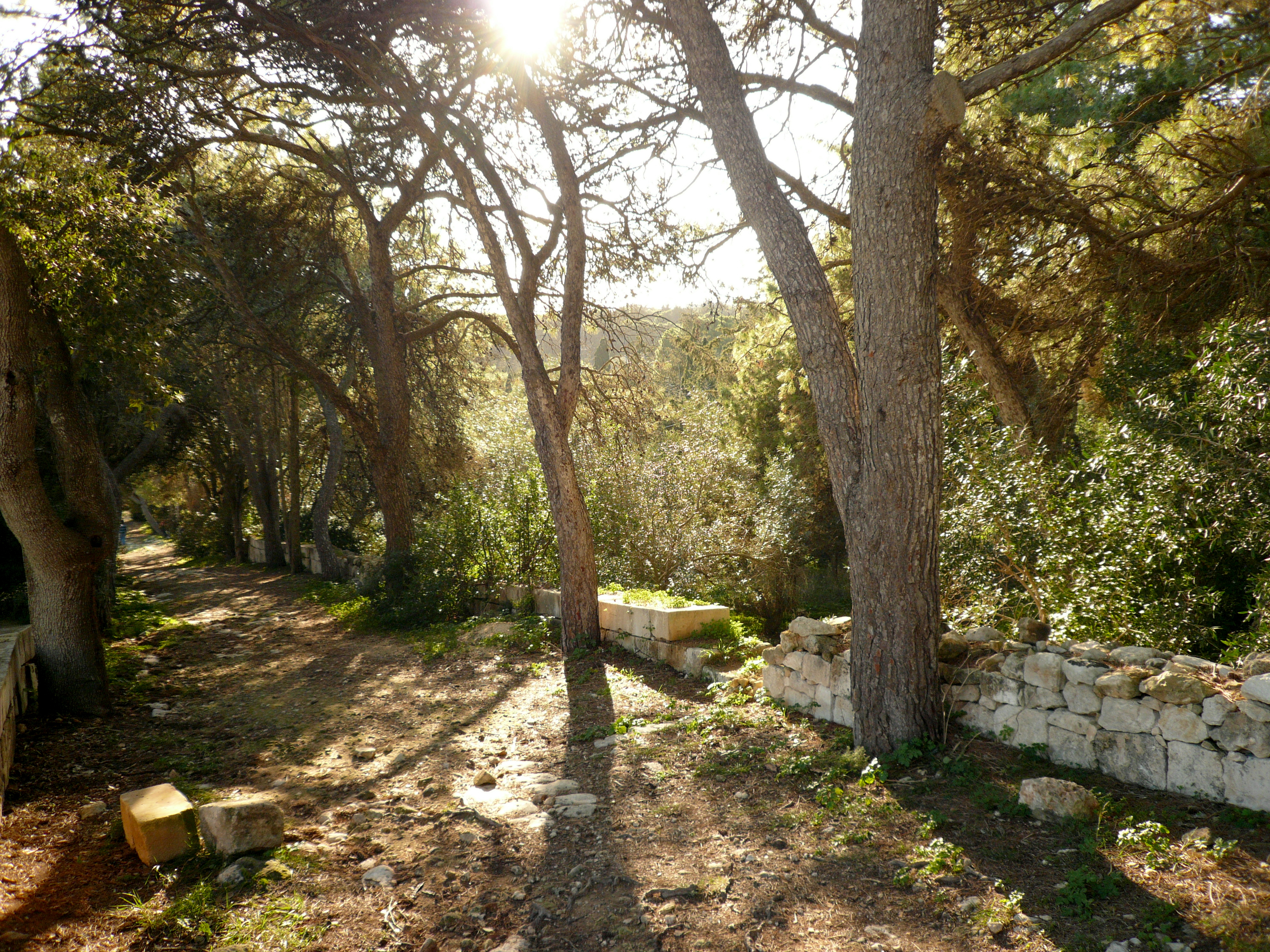
Jardins du Bosquet.

On suppose qu'avant la colonisation humaine, l'île - typique de la Méditerranée centrale - était en grande partie couverte de forêts sclérophylles composées de chênes verts (Quercus ilex) et de pins d'Alep (Pinus halepensis), avec un sous-bois de petits arbustes et arbres. Avec la colonisation de l'île, une déforestation progressive a commencé, car les forêts étaient défrichées pour la construction et les terres arables, et le bois était utilisé comme bois d'œuvre. Aujourd'hui ces forêts ont totalement disparu, il ne reste plus qu'environ 25 chênes verts d'un âge estimé entre 600 et 900 ans, répartis dans quatre sites de l'île de Malte.
Ces fragments de la forêt d'origine ne forment plus un écosystème fonctionnel, pas plus que les zones arborées (parcs, plantations, etc.) qui ont été plantées par l'homme. Seuls les Jardins du Bosquet, bien que cette parcelle boisée soit issue d'une plantation, peuvent prétendre représenter un écosystème forestier quasi naturel et autosuffisant. Les jardins du Bosquet sont dominés par le pin d'Alep, mais aussi par l'olivier (Olea europaea), le chêne vert et le caroubier (Ceratonia siliqua), et en sous-bois par le pistachier térébinthe (Pistacia terebinthus), le nerprun alaterne (Rhamnus alaternus) et l'aubépine monogyne (Crataegus monogyna).
Bien qu'ils aient été plantés par l'homme à l'origine, les jardins du Bosquet sont capables de s'auto-régénérer et ont le caractère d'une communauté climacique naturelle. L'espèce dominante y est le pin d'Alep avec divers autres
arbres sous-dominants (par exemple olivier, caroubier, chêne vert) et un vaste sous-bois d'arbustes
(lentisque, nerprun et aubépine), de plantes herbacées et grimpantes. Ce bois semi-naturel représente le seul écosystème boisé des îles et est le refuge d'un grand nombre de plantes et d'animaux adaptés au milieu forestier qui sont localement très rares et menacés du fait du manque d'habitat forestier dans les îles.
C'est aussi le cas de certains reboisements un peu plus anciens (par exemple, Bajda Ridge, Wardija Ridge (en)), bien que dans une moindre mesure. Les écologistes ont fortement critiqué les efforts du gouvernement pour reboiser avec des espèces non-indigènes, par exemple des genres  Eucalyptus ou Acacia,.

#### Maquis
Un résultat typique des processus de déforestation dans la région méditerranéenne avec érosion subséquente est le  maquis de 1 à 3 mètres de haut . Son expression maltaise est celle d'une végétation persistante et appauvrie, constituée principalement d'arbres et d'arbustes tels que caroubier, olivier, pistachier lentisque (Pistacia lentiscus), Rhamnus lycioides subsp. oleoides, Teucrium flavum, chèvrefeuille des Baléares (Lonicera implexa), salsepareille d'Europe ( Smilax aspera ), acanthe à feuilles molles (Acanthus mollis) et grand prasium (Prasium majus). On distingue ici deux formes : d'une part un maquis semi-naturel dans des endroits inaccessibles comme les pentes abruptes et les rdum (falaises), d’autre part un maquis artificiel autour d'arbres plantés par l'homme, principalement des oliviers et des caroubiers.

#### Garrigue

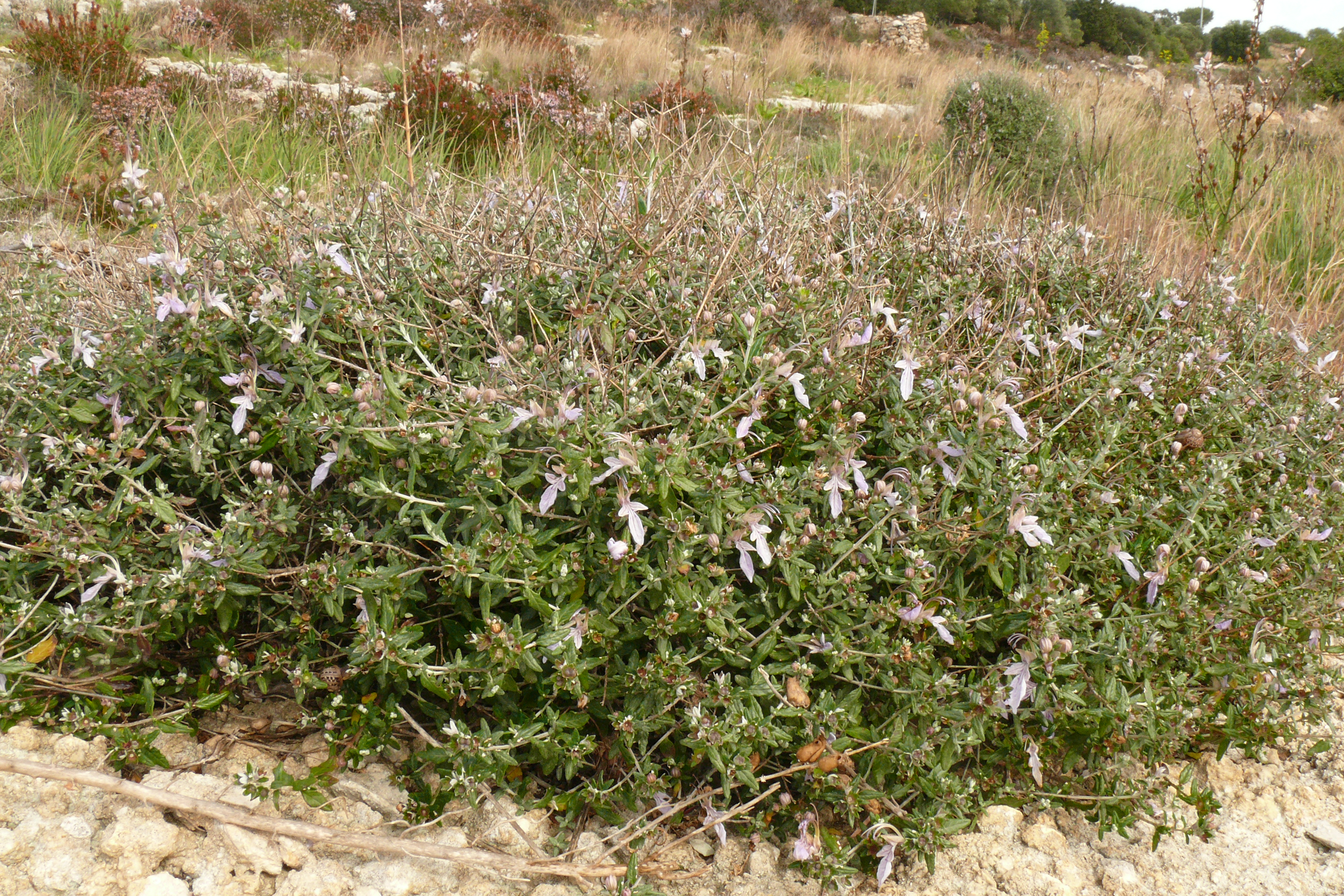
Garrigue à Malte, au premier plan Teucrium fruticans.

La garrigue, lande arbustive ouverte méditerranéenne, avec ses nombreuses sous-formes, est l'écosystème naturel le plus répandu à Malte. Sa végétation touffue, atteignant un mètre de haut, est dispersée, les buissons ont généralement une forte odeur et sont xérophytes. Elle représente un écosystème typique de sols rocheux. Certains peuplements sont consécutifs à la dégradation de la forêt et du maquis, suivie d'une érosion sévère, qui a mis à nu une grande partie du socle rocheux. Les espèces caractéristiques sont d'ailleurs de nombreux géophytes et thérophytes, tels que Thymbra capitata (Thym à têtes), Erica multiflora (Bruyère multiflore), Teucrium fruticans et les espèces endémiques Euphorbia melitensis et Anthyllis hermanniae subsp. melitensis (Anthyllide d'Hermann). Les garrigues se trouvent principalement dans l'ouest de Malte et dans les collines de Gozo.

#### Steppe
Les formations steppiques sèches, très riches en formes, sont le résultat de dégradations, en l'occurrence du maquis et des broussailles.
Les principaux facteurs de dégradation sont les chèvres au pâturage, qui peuvent brouter des plantes, même épineuses, jusqu'au ras du sol ; un autre déclencheur est, par exemple, l'érosion des sols causée par de brèves et fortes pluies. Des formations steppiques peuvent également se développer sur des terres arables en jachère.
La végétation steppique est dominée par des graminées, des ombellifères, des chardons et des géophytes. Au stade climax de la végétation steppique, ce sont par exemple, Hyparrhenia hirta ou Andropogon distachyos, sur des pentes limoneuses (qui représentent un type de végétation steppique nettement différent) mais aussi le sparte (Lygeum spartum). Les plantes caractéristiques des autres types de végétation steppique sont des graminées comme Brachypodium retusum ou Phalaris coerulescens. Si les steppes sont plus dégradées, on trouve des graminées  annuelles caractéristiques, Stipa capensis et Aegilops geniculata ainsi que de nombreux chardons (ex. Carlina involucrata, Notobasis syriaca, Galactites tomentosa) et des géophytes (ex. l'asphodèle ramifié (Asphodelus ramosus)) et la scille maritime (Urginea pancration).

### Écosystèmes secondaires

#### Herbiers marins
La flore marine de Malte dans ce qu'on appelle le littoral est caractérisée par des herbiers marins, qui s'étendent jusqu'à une profondeur de 40 mètres et sont à la base de l'un des écosystèmes les plus importants de la Méditerranée. L'espèce dominante est la posidonie de Méditerranée (Posidonia oceanica), endémique de la Méditerranée, connue pour les petites pelotes de mer feutrées qui proviennent de la matière morte. Cymodocea nodosa se trouve souvent dans les zones côtières peu profondes, de 5 à 10 mètres de profondeur. De plus, des algues de l'espèce Halophila stipulacea, introduites de la mer Rouge, se rencontrent en deux endroits,.

#### Écosystèmes côtiers

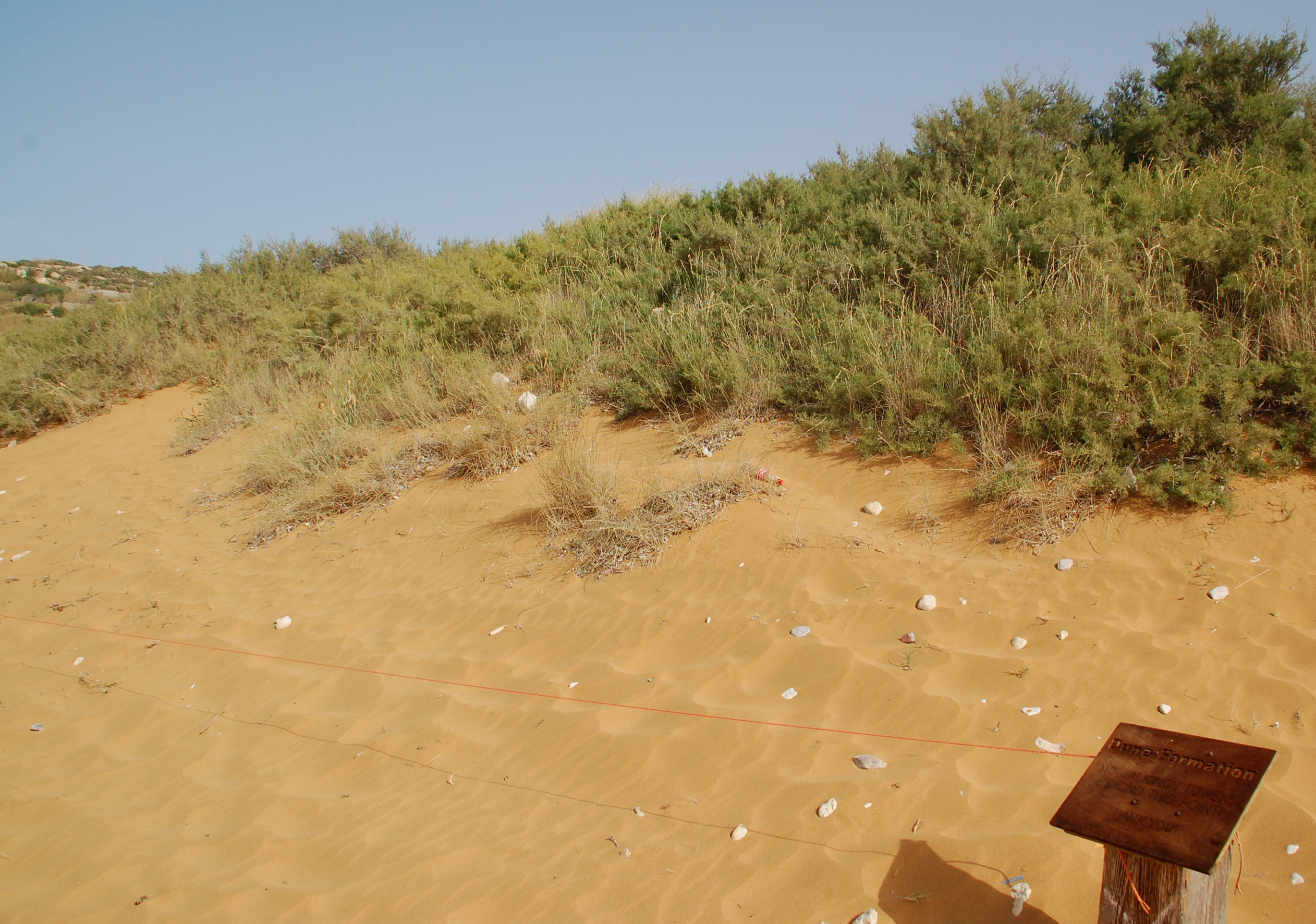
Formation de dunes de Ramla Bay, plage de Gozo, protégée par un cordon contre l'entrée non autorisée.

Les zones humides de la bande côtière avec leur salinité accrue se forment pendant la saison des pluies. Au fur et à mesure que la saison sèche progresse, l'eau s'évapore et devient de plus en plus saumâtre jusqu'à ce que la zone humide s'assèche finalement jusqu'à la saison des pluies suivante. Ces conditions extrêmes conduisent à une communauté d'espèces si hautement spécialisée que presque chaque site a sa propre gamme d'espèces adaptées à ses conditions propres. En même temps, ces habitats forment une zone de transition entre les communautés végétales de la mer, de l'eau douce et de la terre. Certains sites, jusqu'à présent insuffisamment étudiés, montrent une flore composée à parts égales d'espèces d'eau douce et d'eau salée.
Les écosystèmes locaux les plus menacés comprennent les communautés de dunes sur les plages de sable, qui ont presque toutes été gravement affectées par le tourisme. Les espèces dominantes y sont des graminées : Elymus farctus et Sporobolus pungens. Les populations maltaises de la sous-espèce méditerranéenne de l'oyat (Ammophila arenaria subsp. arundinacea), qui étaient également communes il y a encore quelques années, se sont entre-temps éteintes.
Certaines plantes halophytes colonisent les sols salés sur les pentes rocheuses en pente douce, sols qui se sont accumulés dans les dépressions du sous-sol rocheux. Ce sont les seules localisations de deux espèces endémiques, à savoir Limonium zeraphae et Anthemis urvilleana, ainsi que Allium lojaconoi, également endémique, mais qui pousse également dans d'autres endroits à Malte. Des espèces semi-endémiques, Desmazeria pignattii et Senecio leucanthemifolius var. pygmaeus, ainsi que Hymenolobus procumbens subsp. revelierei (incl. subsp. sommieri ) sont également limitées à ces sites.

#### Écosystèmes rocheux

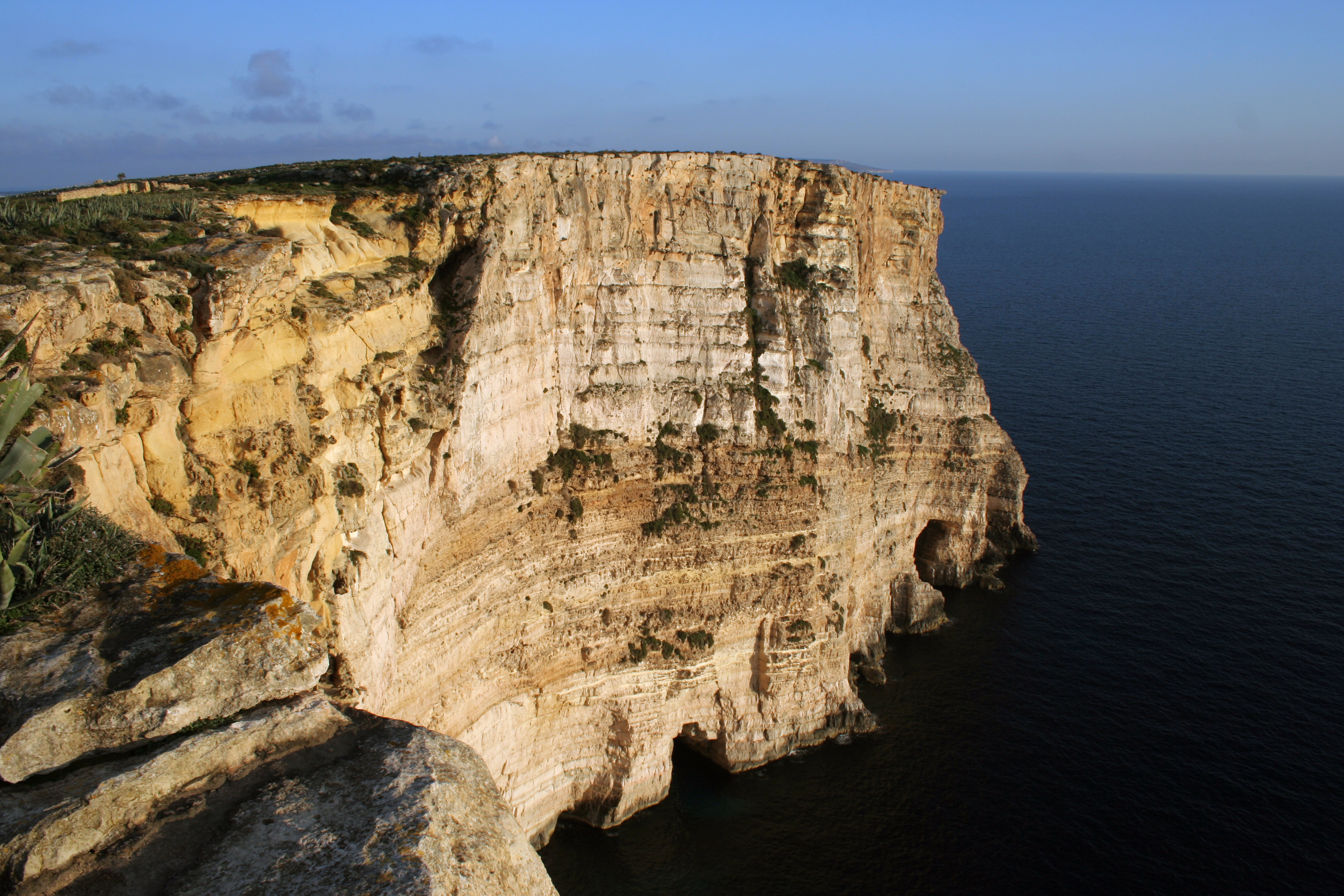
Falaises près de Gozo.

Les formations végétales des sites rocheux peuplent les falaises et les hautes parois. Les falaises côtières au sud, à l'ouest et au sud-ouest de Malte, ainsi qu'au sud et au sud-ouest de Gozo, sont verticales, mesurant de 70 à 130 mètres de haut, et culminant à 253 mètres dans la zone de Dingli. Elles se situent sur un versant en partie aménagé en terrasses cultivées.
Cette formation végétale peut aussi être comprise comme une forme particulière de la garrigue. L'inaccessibilité importante de ces endroits, dominés par les arbustes, en fait des refuges importants pour de nombreuses espèces animales et végétales, y compris une grande partie des endémiques maltaises telles que Cheirolophus crassifolius, Atriplex lanfrancoi, Salsola melitensis, Hyoseris frutescens, Limonium melitense, Jasonia bocconei, Helichrysum melitense, et semi-endémiques telles que Antirrhinum siculum, Hypericum aegypticum subsp. webbii, Crucianella maritima et Periploca angustifolia.

#### Formations d'eau douce

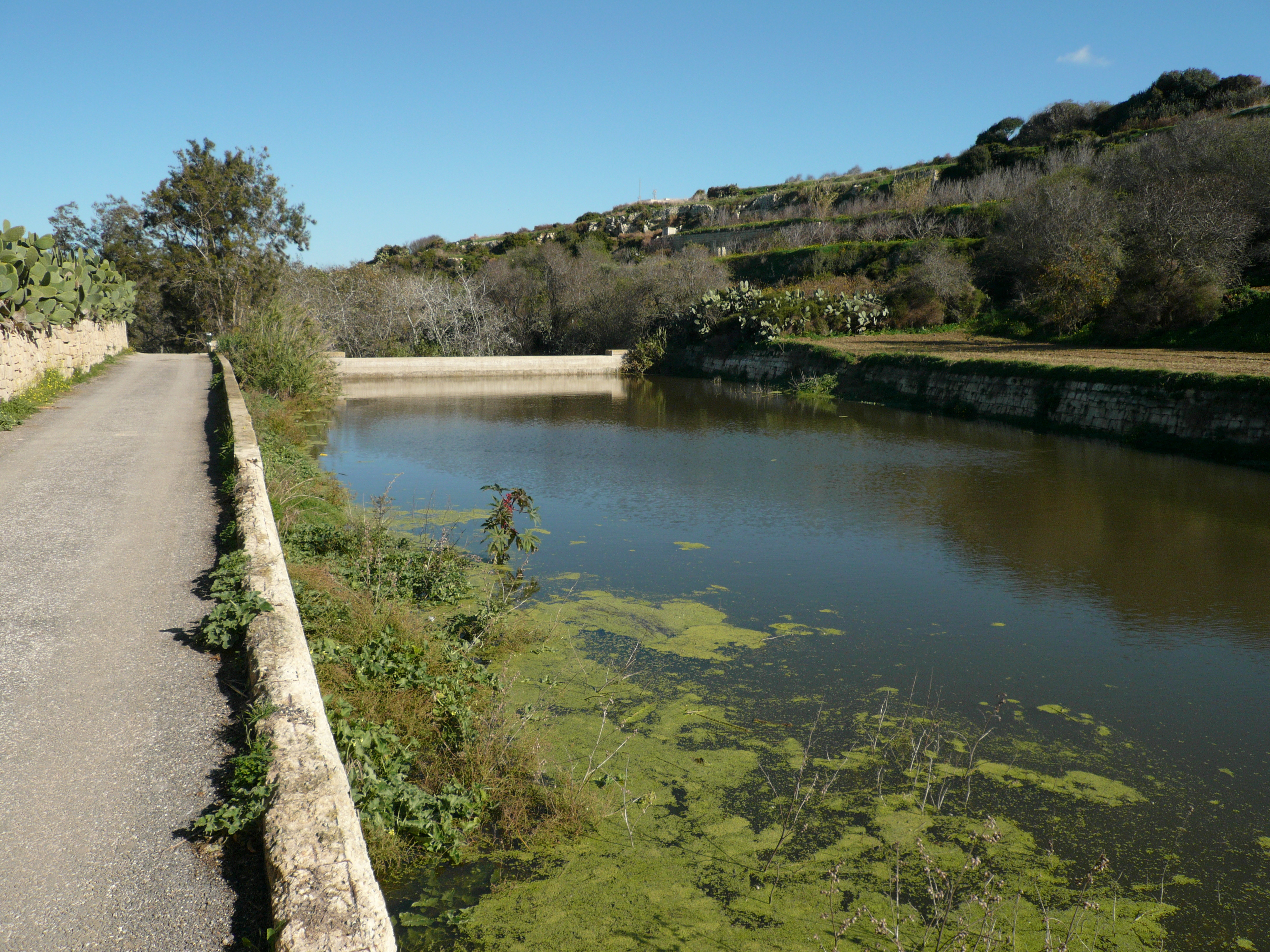
Les lacs de Chadwick à Wied Qleigħa pendant la saison des pluies en décembre.

Les dépressions et les creux naturels situés dans les zones karstiques se transforment à la saison des pluies en mares temporaires, qui s'assèchent rapidement dès le retour de la saison sèche. Ces sites abritent une flore de plantes aquatiques, rares en raison de la nature éphémère de ces mares, notamment Ranunculus peltatus, Callitriche truncata, Elatine gussonei, Damasonium bourgaei, Crassula vaillantii et l'algue verte, Tolypella glomerata (Charophyceae). 
Quelques-unes de ces mares, qui se forment dans des dépressions naturelles, sont plus ou moins permanentes, soit en raison de leur taille physique, soit parce qu'elles sont alimentées par des sources. Ces mares présentent un grand intérêt local, et une grande importance pour les espèces végétales qui ont besoin d'eau disponible en permanence, puisqu'elles représentent les seuls plans d'eau naturels stagnants des îles. Un exemple est constitué par les lacs artificiels de Chadwick.
La plupart des plantes d'eau douce maltaises vivent dans les vallées sèches (widiens), remplies d'eau pendant la saison des pluies. Les espèces dominantes incluent Arundo donax (canne de Provence), Cyperus longus, Scirpoides holoschoenus et Typha domingensis. Les espèces submergées sont des algues Charales du genre  Chara, ainsi que Ranunculus trichophyllus, et l'espèce endémique, Zannichellia melitensis. Les « widiens » font partie des habitats les plus riches en biodiversité de l'archipel,.

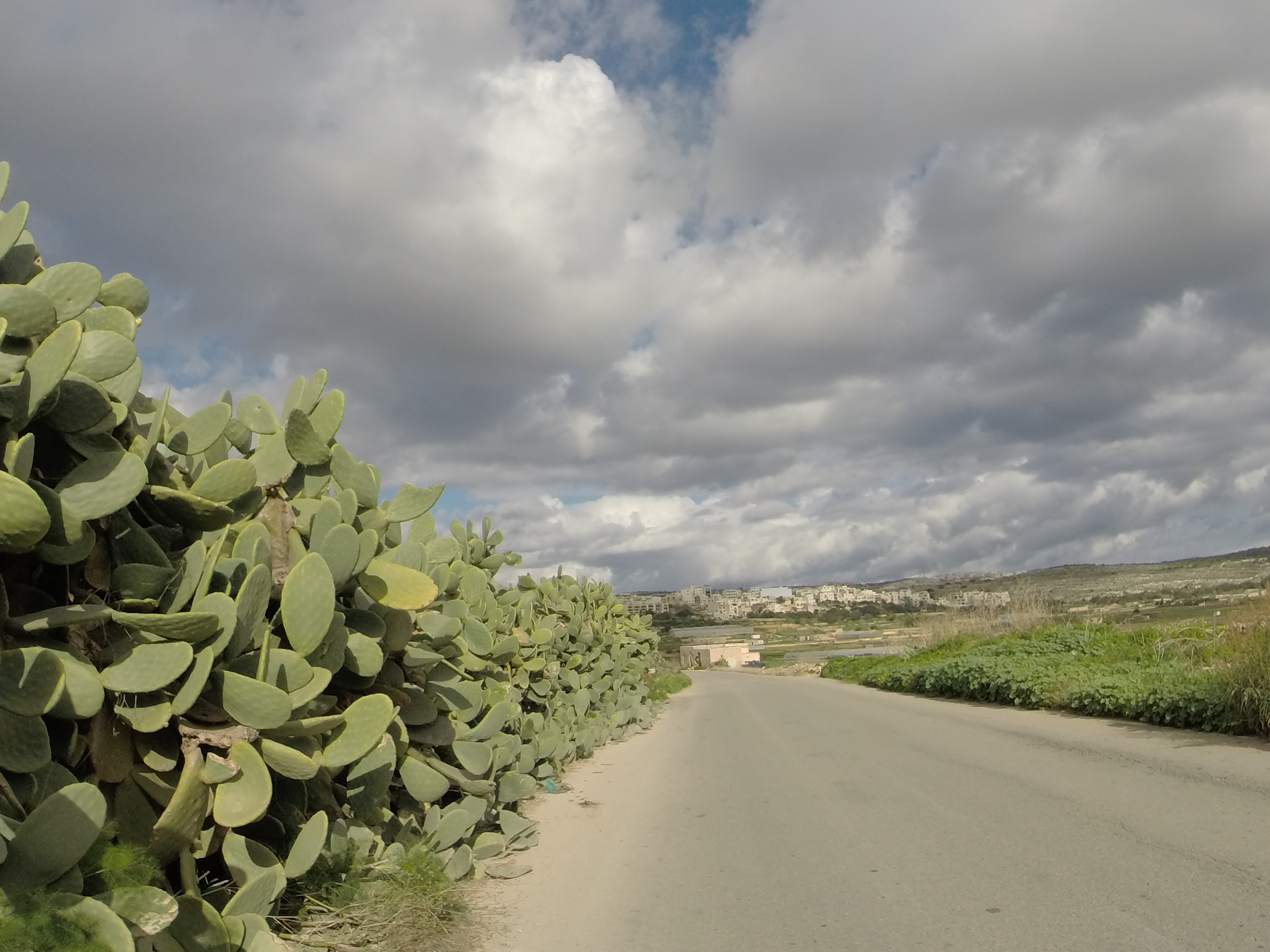
Haie dOpuntia ficus-indica en bord de route.

Les quelques sources permanentes abritent une flore spécifique de ce type d'habitat, qui nécessite un approvisionnement permanent en eau douce courante. Ce sont des espèces très rares, à distribution restreinte. Le long de certains cours d'eau subsistent encore des vestiges de forêts alluviales à feuilles caduques, comprenant notamment Populus alba (peuplier blanc), Salix pedicellata, Ulmus canescens et occasionnellement Laurus nobilis (laurier noble).

### Lieux perturbés
Compte tenu de la forte population humaine des îles et de l'utilisation intensive des terres, les formations végétales des lieux perturbés ont une extension importante. Elles sont dominées par de nombreuses espèces de plantes, dont beaucoup ne sont pas indigènes. On peut distinguer plusieurs sous-types, par exemple les champs en friches, les bords de routes et les habitats côtiers perturbés.

## Influence humaine

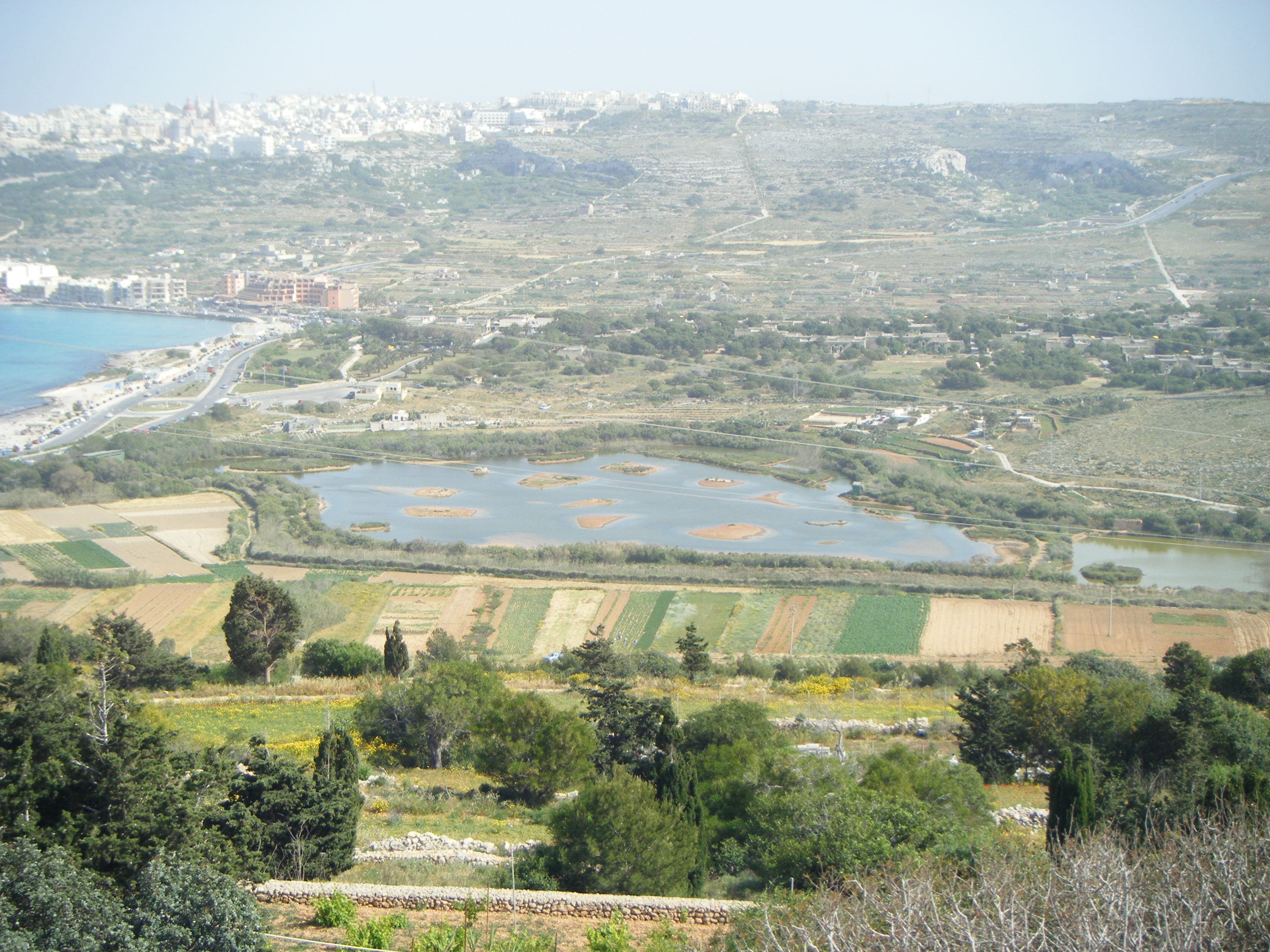
Réserve naturelle d'Il-Għadira, juste derrière la plage de Mellieħa.

La présence humaine dans les îles maltaises a eu de graves conséquences pour l'environnement dans son ensemble et pour la flore en particulier. La déforestation initiale, suivie d'un surpâturage, et les phases changeantes de gestion et de jachères  ont favorisé une érosion massive, et de nombreuses espèces nouvelles, parfois envahissantes, ont été introduites. La pression démographique énorme et croissante, ainsi que l'utilisation intensive des terres par l'industrie du tourisme, conduiront vraisemblablement à prolonger cette évolution.
Les premières lois environnementales ont été adoptées au début des années 1990. La première réserve naturelle maltaise, la réserve naturelle de Għadira, a été créée en 2001, sur une initiative privée, directement derrière la plage de Mellieħa et sert aujourd'hui de zone protégée en particulier pour les plantes et les oiseaux. Ce sont là les premiers signes apparents d'une conscience environnementale accrue dans la société maltaise. Depuis l'adhésion de Malte à l'Union européenne en 2004, des zones de conservation de la nature ont été officiellement définies pour la première fois dans le cadre du programme Natura 2000.
En 2008, cela a concerné quarante zones de protection spéciale terrestres, qui représentaient environ 13 % de la superficie de l'île.
Cependant, la question de savoir si ces développements sont suffisants pour arrêter le développement actuel, ou même pour l'inverser à long terme, est ouverte.

### Utilisation des terres
Avec environ 350 000 habitants et une densité de population de 1 298 habitants au km2, Malte est l'État le plus densément peuplé au monde après Monaco, Singapour et la Cité du Vatican (à titre de comparaison, la Ruhr a une densité de 1 173 habitants au km2). De plus, on compte 1 à 1,2 million de touristes par an (chiffre stable depuis 1992). La pression que l'homme exerce sur l'environnement par l'utilisation des terres est d'autant plus élevée. Environ 16 % de la superficie totale de Malte et environ 10 % de celle de Gozo sont urbanisés. Le réseau routier a une longueur totale de 1 500 kilomètres pour une superficie de 316 km2,.

### Dégradation
Le premier établissement humain est daté de 5000 à 9000 ans avant J.-C., au Néolithique. Dans la phase de la première colonie, la population a vécu apparemment isolée, mais a développé une culture très élaborée. Cette première culture a disparu pour des raisons inconnues et l'île a été repeuplée après seulement une courte interruption vers 2500 ans avant J.-C. La déforestation qui a commencé à cette époque et s'est poursuivie jusqu'à il y a quelques siècles a été favorisée par l'introduction d'animaux d'élevage tels que les moutons et les chèvres dans les temps anciens. L'état actuel de l'île, presque sans bois, est complètement imputable à l'influence humaine.
Les chèvres surtout, parfois nombreuses, empêchaient la régénération des écosystèmes en broutant des plantes même piquantes ou difficiles à digérer, favorisant la dégradation croissante des communautés végétales et provoquant un appauvrissement de la flore. Le déclin drastique de l'élevage au cours des dernières décennies est donc considéré comme bénéfique, de nombreuses zones auparavant surpâturées se rétablissent et se transforment maintenant de formes dégradées, telles que la steppe, en guarrigue ou maquis.
Du fait de la colonisation humaine de long terme et très intensive, il n'existe plus aucun site qui soit un écosystème purement naturel. Même les zones les plus reculées montrent des signes clairs d'activité humaine, on peut au mieux parler de paysages semi-naturels.

### Agriculture
Depuis les années 1950, le gouvernement maltais a favorisé un changement structurel dans les îles, entraînant une expansion du tourisme en tant que secteur économique. En retour, l'agriculture, qui avait été la pierre angulaire de l'économie maltaise depuis l'Antiquité, a décliné. Alors que sa part dans le produit intérieur brut était encore de 5,6 % en 1954, elle n'était plus en 1994 que d'environ 3 %. Cela a également réduit l'utilisation des terres à des fins agricoles, de 56 % environ en 1957 à seulement 38 % en 1993.
Les terres aujourd'hui en friche ont souvent été repeuplées par des plantes sauvages qui, tant qu'elles n'étaient pas perturbées, formaient d'abord une végétation de steppe évoluant par un processus de  succession écologique vers la garrigue ou le maquis. Étant donné que, comme dans de nombreuses îles de la Méditerranée, les pentes des terres arables étaient souvent aménagées en terrasses, mais que celles-ci tombent en ruines du fait de la déprise agricole, la terre est gravement affectée par l'érosion des sols.

### Introduction d'espèces

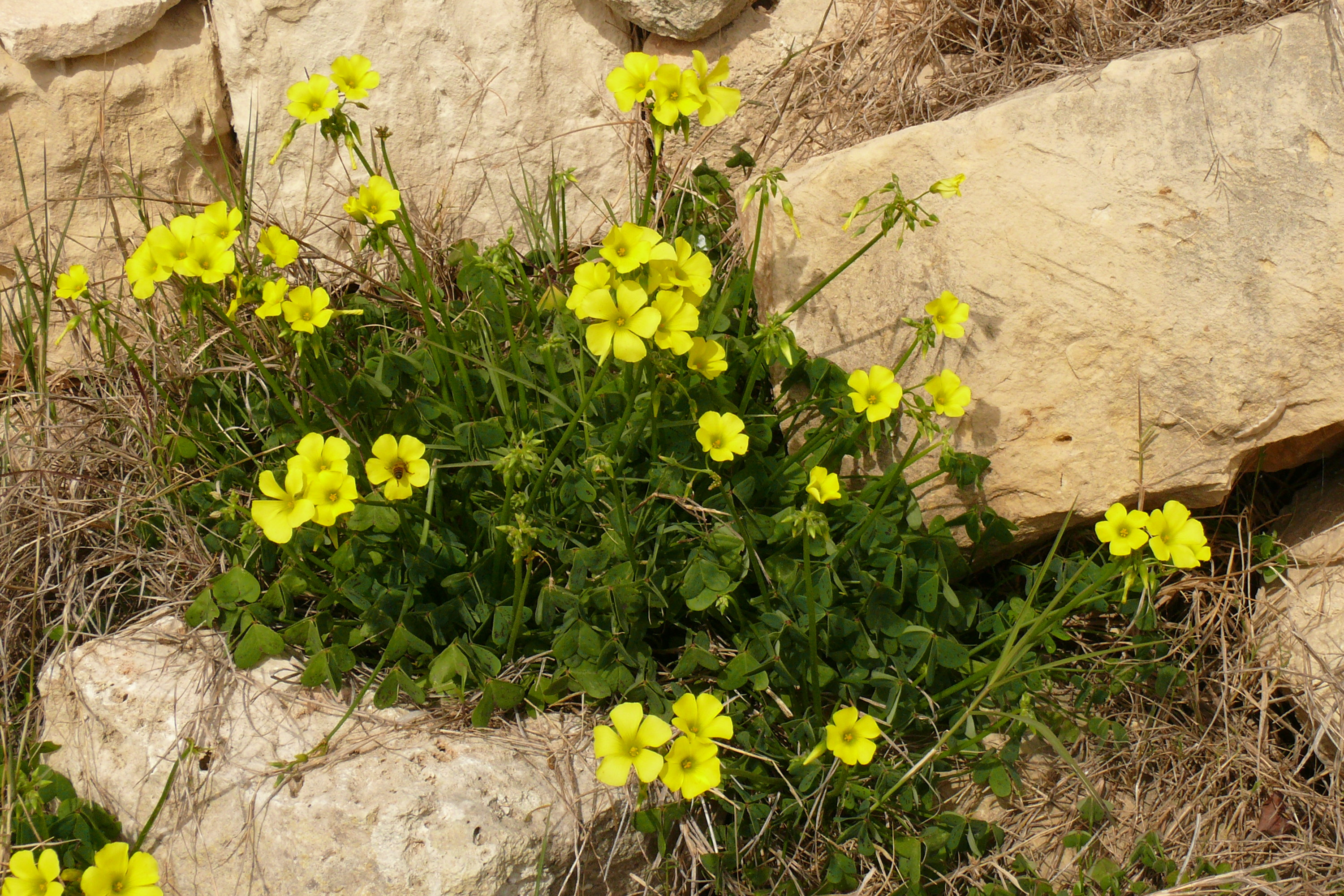
Oxalis pes-caprae (Oxalis pied-de-chèvre) à Malte.

Étant donné que les îles maltaises étaient parfois d'une grande importance stratégique, elles ont reçu des navires, des marchandises et des personnes provenant du monde entier, y compris des plantes. Outre les plantes utiles utilisées en agriculture, les plantes ornementales importées, les graines pour oiseaux de cage, les plantes échappées de jardins botaniques, des espèces végétales sont arrivées de la mer Rouge par le biais de la migration lessepsienne ou ont été introduites par l'homme de cette manière (comme Halophila stipulacea).
Certaines espèces ne sont pas seulement naturalisées, mais sont également devenues des plantes envahissantes avec un fort potentiel de déplacement. Trois plantes sont considérées comme particulièrement problématiques dans les îles maltaises. D'une part, l'espèce sud-africaine oxalis pied de chèvre (Oxalis pes-caprae), introduite au XIXe siècle et échappée du jardin botanique d'Argotti à Floriana. De Malte, cette plante a conquis les côtes de toute la Méditerranée et de l'Atlantique jusqu'en Grande-Bretagne. Échappée tout comme ce dernier du jardin botanique d'Argotti, Aster squamatus, originaire du Chili, est devenue l'une des adventices les plus communes de l'île des années 1930 à nos jours. Le ricin (Ricinus communis) est également important. Introduit comme plante ornementale au XIXe siècle, il déplace les espèces indigènes des quelques zones humides des îles.

## Études de la flore

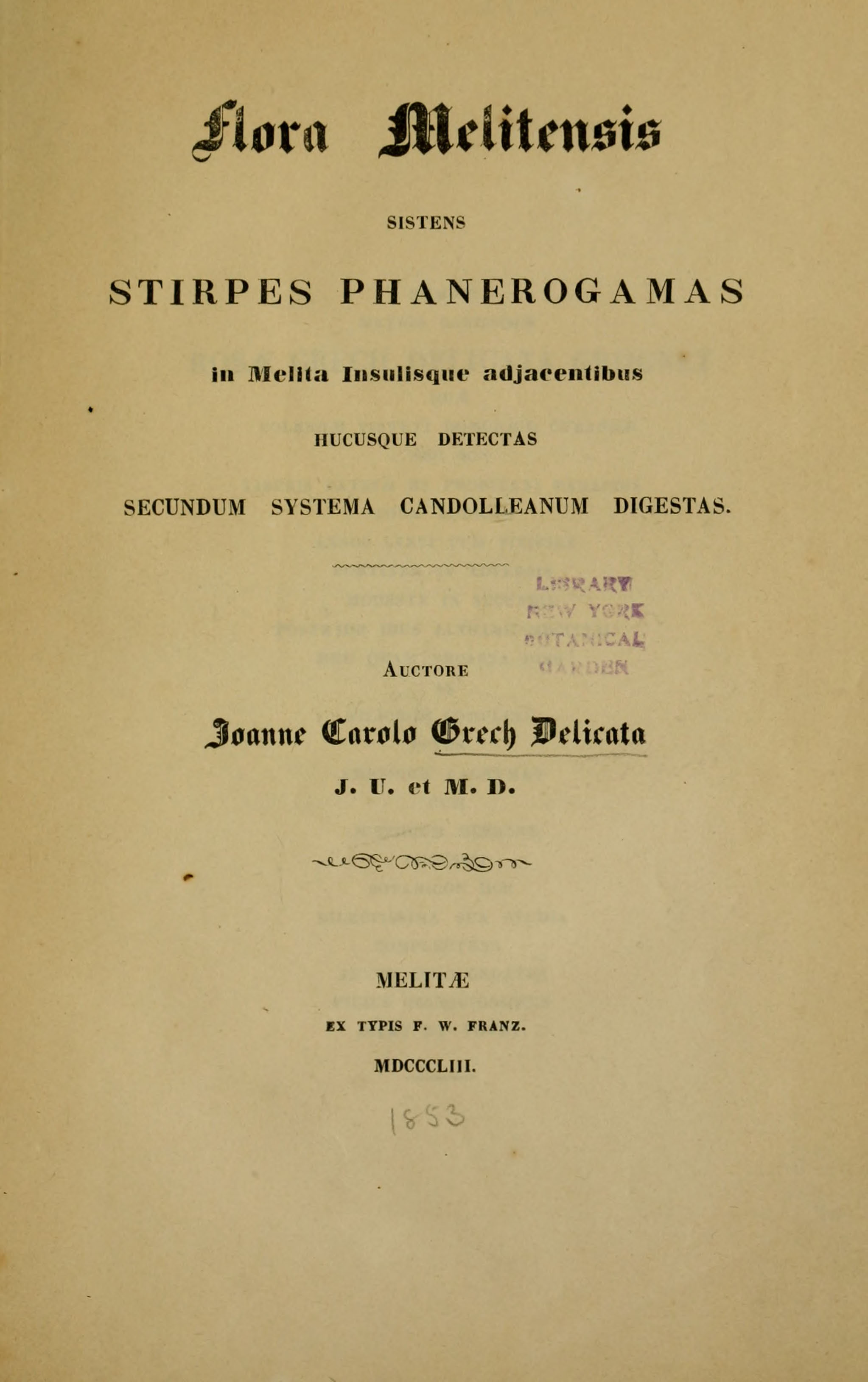
Page titre de Flora Melitensis (Giovanni Carlo Grech Delicata, 1853).

Le premier recensement de la flore des îles maltaises - après des mentions isolées de plantes cultivées par des auteurs anciens tels que Diodore de Sicile, Cicéron et Lucrèce  - est dû à Francesco Abela, qui a noté les premières plantes sauvages en 1647. 
En 1670 suivit une première liste de Gian Francesco Buonamico, qui répertoriait déjà 243 espèces. 
Il a fallu attendre 1827 pour que Stefano Zerafa, professeur d'histoire naturelle à l'université de Malte, couvre plus largement la flore de Malte avec ses 489 espèces dans son Florae Melitensis thesaurus.
Après avoir publié en 1849 une liste de 400 plantes indigènes, Giovanni Carlo Grech Delicata enchaîna en 1853 avec son ouvrage principal, la Flora Melitensis, dans laquelle il traita 716 espèces de plantes à fleurs. Son travail est resté la référence jusqu'au début du XXe siècle, quand Stefano Sommier et Caruana Gatto, soutenus par le gouvernement italien, publièrent en 1915 une flore exhaustive, Flora Melitensis nova, qui recense 644 espèces. C'est la première tentative véritable d'une flore des îles maltaises, qui a cependant le défaut de ne pas distinguer les plantes indigènes de celles cultivées, et de plus contient 89 déterminations incorrectes. 
Peu de temps après, en 1927, le botaniste maltais John Borg a publié sa Descriptive Flora of the Maltese Islands à la suite de travaux préliminaires engagés dès 1896. L'ouvrage a fait autorité tout au long du XXe siècle et a été réimprimé en 1976, près de 50 ans après sa première publication. En 1977, est paru le dernier ouvrage monographique sur le sujet, A Flora of the Maltese Islands, de Sylvia Mary Haslam, Peter D. Sell et Patricia A. Wolseley, qui complète le précédent en beaucoup plus compact, le mettant à jour de plusieurs manières et ajoutant notamment une clé d'identification. Enfin, l'ouvrage Flora of the Maltese Islands - A Field Guide, publié en 2006 par Hans Christian Weber et Bernd Kendzior, n'est toutefois pas une flore mais un guide de terrain, qui rejoint donc le Guide de la flore de Malte de Guido Lanfranco (en) publié en 1955,.
Dès 1676, le Jardin botanique d'Argotti situé à Floriana a été fondé par les Hospitaliers de l'ordre de Saint-Jean de Jérusalem en tant que jardin d'herbes médicinales (jardin de simples). En 1855, il a été transféré à l'université et depuis lors est principalement utilisé pour la recherche et l'enseignement à la faculté des sciences naturelles. Depuis le début du XXIe siècle, il abrite également un herbier.